# Boris Carène
Pour les articles homonymes, voir Carène.
Boris Carène (né le 7 décembre 1985 à Pointe-à-Pitre, en Guadeloupe) est un coureur cycliste français. Boris Carène est, à ce jour, le coureur cycliste amateur des Antilles Françaises avec le plus grand palmarès. Avec sept tours cyclistes à son actif, il dépasse le palmarès de Claire Valentin, vainqueur de cinq tours. En effet, il a remporté trois Tours de la Guadeloupe, trois Tours de Marie-Galante et un Tour de Guyane. En Martinique, il a remporté le Festival de la Bicyclette en 2010, le Trophée de la Caraïbe en 2003 et 2007 et la Route cycliste de Martinique en 2020. Boris Carène a été aussi plusieurs fois champion de la Caraïbe sur route et en contre-la-montre et plusieurs fois champion de la Guadeloupe.

## Biographie
En 2011, il remporte la 61e édition du Tour de la Guadeloupe, avec l'équipe des Gwada Bikers 118, et devient le premier Guadeloupéen à l'emporter depuis vingt ans et Molière Gène en 1991. 
L'année suivante, tenant du titre, il s'aligne en grand favori au départ de l'édition 2012 du Tour de la Guadeloupe. Mais à environ 20 km de l'arrivée de la 4e étape, alors qu'il est en tête avec trois autres échappés (Simone Campagnaro de Nippo, Ludovic Turpin de l'USC Goyave et Lachlan Morton de Chipotle-First Solar Development), il est victime d'une chute sévère qui le contraint à l'abandon. Fin septembre, il intègre la formation Boyacá Somos Todos - Fruver la Cosecha pour découvrir le 52e Clásico RCN, à l'invitation de son ami Ismael Sarmiento. Sans force, il abandonne dès la première étape de montagne.
En 2014, à l'issue du Tour de la Guadeloupe, il signe un contrat avec l'équipe continentale luxembourgeoise Differdange-Losch mais ne reste que peu de temps dans cette équipe qu'il quitte dès le premier semestre  2015.
En 2015, il remporte la 65e édition du Tour de la Guadeloupe, le Tour de Marie-Galante et le 26e Tour de Guyane,.
Au mois d'octobre 2016, il gagne un nouveau titre de champion de la Caraïbe du contre-la-montre.
Le 7 octobre 2016, il présente la nouvelle équipe qu'il a créée, la Team Carène Cycling Développement afin de mieux le soutenir lors des courses cyclistes, rivaliser avec les meilleurs clubs locaux et former les jeunes. Il nomme manager Riclaude Pensédent, ancien directeur de l'US Lamentinois.
En août 2018, il remporte une nouvelle fois le Tour de la Guadeloupe et succède à Sébastien Fournet-Fayard au palmarès de la course.
Il s'engage au sein du club de DN3 du VC Lucéen pour la saison 2021 afin de disputer les compétitions nationales, tout en continuant à être membre de son club du Carène Cycling Développement.

## Palmarès et résultats

### Palmarès par année
- 2003
  - Trophée de la Caraïbe
- 2007
  - Trophée de la Caraïbe :
    - Classement général
    - 3eb étape (contre-la-montre)

  - 3e de la Ronde mayennaise
- 2009
  - Tour de Marie-Galante
  - 2eb (contre-la-montre par équipes) et 4e étapes du Tour de la Guadeloupe
- 2010
  -  Champion de la Caraïbe sur route
  - 2eb étape du Tour de la Guadeloupe
  - 2e du Tour de la Guadeloupe
- 2011
  - 8eb étape du Tour de Martinique (contre-la-montre)
  - Tour de la Guadeloupe  :
    - Classement général
    - 8eb étape

  - 8ea étape du Tour de Guyane
  - 3e du Tour de Martinique
- 2012
  -  Champion de la Caraïbe sur route
  -  Champion de la Caraïbe du contre-la-montre
  - Championnat de la Guadeloupe des grimpeurs
  - 2e du Tour de Marie-Galante
- 2013
  - 5e et 7e étapes du Tour de Martinique
  - 2e du championnat de la Guadeloupe sur route
- 2015
  - Tour de Marie-Galante :
    - Classement général
    - 1re et 4eb (contre-la-montre) étapes

  - Tour de la Guadeloupe :
    - Classement général
    - 2eb (contre-la-montre), 4e et 8eb (contre-la-montre) étapes

  - Tour de Guyane :
    - Classement général
    - 2eb (contre-la-montre) et 6eb (contre-la-montre) étapes
- 2016
  -  Champion de la Caraïbe du contre-la-montre
  - 2e du championnat de la Guadeloupe sur route
- 2017
  - 2ea, 2eb (contre-la-montre) et 8eb (contre-la-montre) étapes du Tour de Guyane
  - 3e du Tour de Guyane
- 2018
  - Tour de Marie-Galante :
    - Classement général
    - 4eb étape (contre-la-montre)

  - Tour de la Guadeloupe :
    - Classement général
    - 2eb étape (contre-la-montre)
- 2020
  - Champion de la Guadeloupe du contre-la-montre
- 2021
  - 2e du championnat de la Guadeloupe du contre-la-montre
- 2023
  - Champion de la Guadeloupe du contre-la-montre

### Classements mondiaux
| Année            | 2005 | 2006 | 2007 | 2008 | 2009 | 2010 | 2011 | 2012 | 2013   | 2014 | 2015 | 2016 | 2017 | 2018 | 2019 | 2020 |
| ---------------- | ---- | ---- | ---- | ---- | ---- | ---- | ---- | ---- | ------ | ---- | ---- | ---- | ---- | ---- | ---- | ---- |
| UCI America Tour |      |      |      |      |      | 57e  | 15e  |      |        | 262e | 194e | 568e | 231e |      |      |      |
| UCI Europe Tour  | 940e |      | 571e |      |      |      |      |      | 1 034e | 626e |      |      |      |      |      |      |